# Wakfu
Wakfu – francuski serial animowany stworzony w technice komputerowej (Adobe Flash). Serial swoją premierę w Polsce miał miejsce 14 lutego 2010 roku na kanale ZigZap. Serial stworzony jest na podstawie gry MMO o tym samym tytule.
Akcja toczy się w świecie Amakna, zwanym także Światem Dwunastu – 1000 lat po akcji serialu Dofus: Skarby Keruba. Tytułowe Wakfu to energia, przepływająca przez wszystkie żywe istoty. Stworzono i wyemitowano do tej pory 3 pełne serie, oraz kilka odcinków specjalnych, przybliżających i rozbudowujących niektóre wątki.
Wydarzenia mają miejsce w tym samym uniwersum fantasy, co Dofus, jednak około 1000 lat później.

## Fabuła

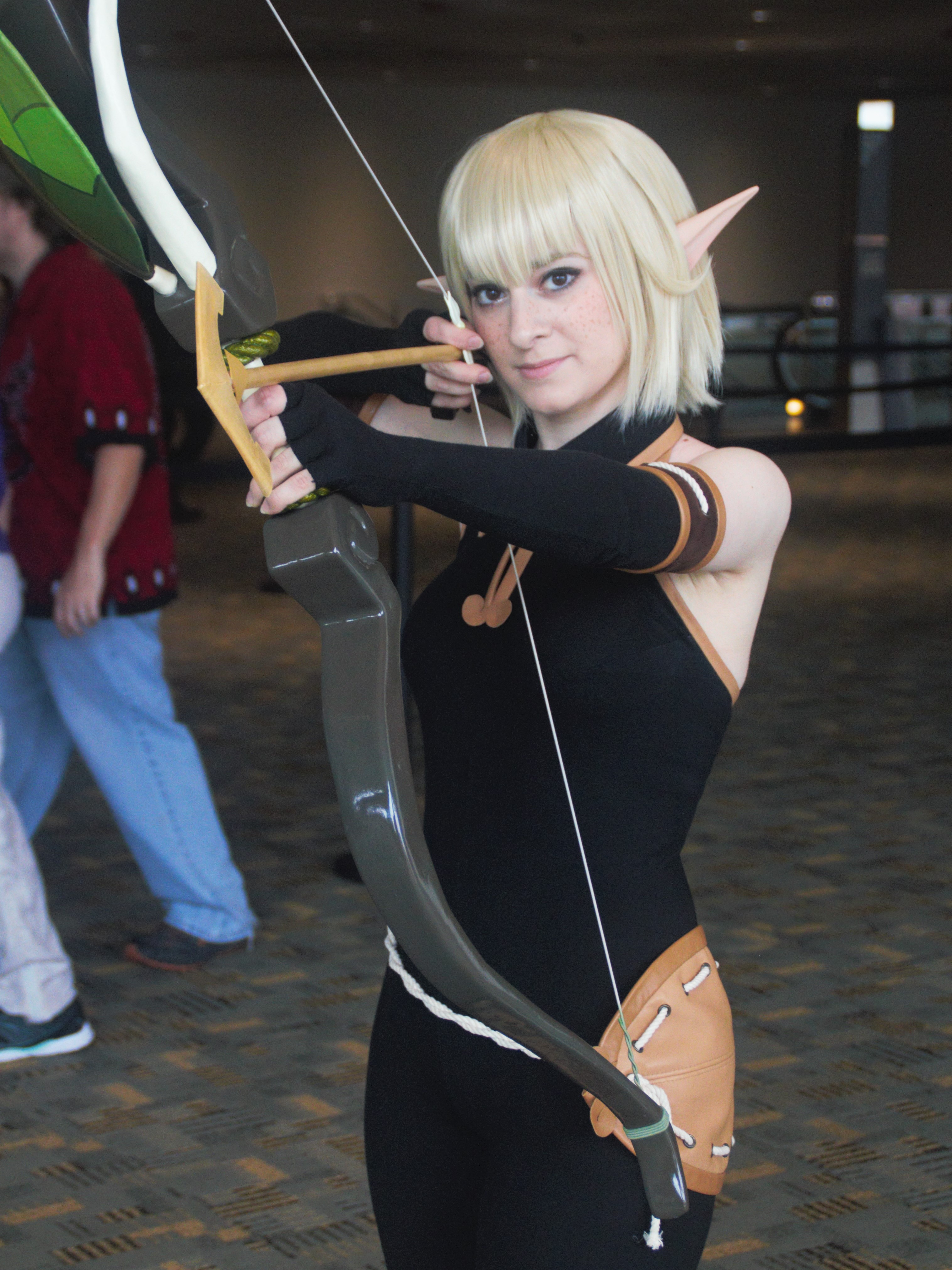
Cosplay Evangelyny

Pewnego dnia mieszkający w wiosce Emelka 12-letni Yugo odkrywa w sobie niezwykłą moc. Od swego przybranego ojca dowiaduje się, że to właśnie jemu smok Grougaloragran powierzył los całego świata. Pierwszym krokiem ku wypełnieniu przez chłopca swego przeznaczenia ma być odnalezienie jego prawdziwej rodziny. Chłopcem opiekować ma się Ruel Stroud, stary przyjaciel jego ojca, szybko dołącza też rycerz Percedal, który poprzysięga Yugo swoją służbę w podzięce za wyrwanie go spod kontroli demona Rubilaxa. Trójka podróżników wspólnie ratuje z opresji zbiegłą ze swego królestwa i żądną przygód księżniczkę Amalię oraz jej przyjaciółkę-strażniczkę Evangelynę, które postanawiają pomóc Yugo w dotarciu na wyspę Oma i odnalezienie jego rodziny. Jednak tajemniczy Nox przez cały czas pilnie obserwuje chłopca i jego przyjaciół, przez co długa i pełna przygód wędrówka szybko zmienia się w walkę o przyszłość całego świata.

## Wersja polska
Wersja polska: Master Film na zlecenie ZigZapa (odc. 1-26) / teleTOON+ (odc. 27-52)

Reżyseria:
- Artur Tyszkiewicz (odc. 5, 8-10, 12, 15-16),
- Agata Gawrońska-Bauman (odc. 19-20, 22, 25-26, 52)

Dialogi:
- Witold Surowiak (odc. 5, 10, 12, 15, 25-26),
- Magdalena Dwojak (odc. 8-9, 16, 52)

Dźwięk:
- Paweł Nowacki (odc. 5, 8-10, 12, 15-16, 19-20, 22, 25-26),
- Mateusz Michniewicz (odc. 52)

Montaż:
- Paweł Nowacki (odc. 5, 8-9),
- Paweł Siwiec (odc. 10, 12, 15-16, 19-20, 22, 25-26, 52)

Kierownictwo produkcji:
- Katarzyna Górka (odc. 5, 8-10, 12, 15-16, 19-20, 22, 25-26),
- Katarzyna Fijałkowska (odc. 52)

Tekst piosenki: Janusz Onufrowicz

Opracowanie muzyczne: Piotr Gogol

Wystąpili:
- Brygida Turowska – Yugo
- Krzysztof Szczerbiński – Percedal
- Andrzej Gawroński – Ruel
- Joanna Pach-Żbikowska – Amalia
- Milena Suszyńska – Evangelina
- Zbigniew Konopka – Rubilax
- Przemysław Stippa –
  - Nox,
  - Kasis (odc. 48),
  - Książę Adale (odc. 49-52)
- Mikołaj Klimek –
  - Grugaloragan,
  - Meuporpg (odc. 38),
  - jeden z piratów (odc. 45),
  - jeden ze strażników (odc. 48)
- Andrzej Blumenfeld –
  - Alibert (odc. 1-26),
  - Phaeris (odc. 49-52)
- Klaudiusz Kaufmann –
  - Grufon (odc. 1-39, 49),
  - książę Brakmaru (odc. 38, 43)
- Beata Wyrąbkiewicz – Adamai
- Adam Bauman –
  - Stary dąb (odc. 2),
  - Kabrok / Czarny kruk (odc. 3),
  - Mandhal (odc. 5),
  - Tolot (odc. 10-12),
  - Król Sadida (odc. 20, 24-26, 32-35, 43)
- Mirosław Wieprzewski –
  - Kupiec (odc. 2),
  - Łasiszczur (odc. 8-9),
  - Posho (odc. 10-12),
  - Szambelan (odc. 19, 27, 32, 43),
  - jeden ze strażników (odc. 48)
- Izabella Bukowska – Miranda (odc. 3)
- Anna Sztejner –
  - Księżniczka Erpel (odc. 4),
  - Żona Xava (odc. 8)
- Monika Wierzbicka –
  - Księżniczka Ydalipe (odc. 4),
  - Kropalek #1 (odc. 5),
  - jedna z marynarzy (odc. 49-51),
  - jeden z Eliatropów (odc. 52)
- Klementyna Umer –
  - Księżniczka Eenca (odc. 4),
  - Nausea (odc. 7)
- Anna Ułas – Księżniczka Lela (odc. 4)
- Paweł Szczesny –
  - Byk #1 (odc. 5),
  - Prowadzący konkurs (odc. 8),
  - Moumoune (odc. 10-12),
  - Alibert (odc. 27-52),
  - sędzia Bokobrody (odc. 36-38)
- Andrzej Szopa –
  - Byk #2 (odc. 5),
  - Calben (odc. 10)
- Sebastian Cybulski –
  - Kropalek #1 (odc. 5),
  - Kriss la Krass (odc. 10-12)
- Jakub Szydłowski –
  - Książę Wampiro / Wagner (odc. 6, 30),
  - Saul (odc. 14),
  - Smiths Mond (odc. 18)
- Hanna Kinder-Kiss –
  - Shadowfunk (odc. 6),
  - Sybanak (odc. 7),
  - Ciasteczko (odc. 8),
  - Eniripsa (odc. 11),
  - Chłopiec #2 (odc. 27),
  - Matka (odc. 28),
  - Matka chłopca (odc. 42)
- Waldemar Barwiński –
  - Xav (odc. 8-9),
  - Granny Smisse (odc. 28-29, 34-35, 46, 50-52)
- Monika Węgiel – Prowadząca konkurs (odc. 8)
- Zbigniew Suszyński –
  - McDick (odc. 9),
  - Farmer (odc. 27)
- Artur Kaczmarski – Komentator (odc. 10-12)
- Tomasz Jarosz – Botan (odc. 14)
- Anna Sroka – pani Kapitan (odc. 18)
- Jacek Wolszczak –
  - Canar (odc. 19),
  - chłopiec (odc. 42)
- Łukasz Talik –
  - Armand (odc. 19-20, 24-26, 32-35, 43-44),
  - Lis (odc. 41)
- Cezary Nowak – Strażnik (odc. 19-20, 24)
- Janusz Wituch –
  - Mistrz Joris (odc. 19-20, 25-26),
  - Qilby (odc. 32-33, 43-44, 46, 49-52),
  - Pandiego (odc. 39)
- Karol Wróblewski –
  - Goltard (odc. 22),
  - Remington Smisse (odc. 28-29, 34-35, 46, 50-52)
- Jan Kulczycki –
  - Drill – strażnik Dofusa (odc. 23),
  - Baltazar (odc. 52)
- Artur Pontek – Mica, syn Drilla (odc. 23)
- Julia Kołakowska –
  - Lotie, córka Drilla (odc. 23),
  - Maude (odc. 37-38)
- Agata Gawrońska-Bauman –
  - chłopiec #1 (odc. 27),
  - Cieniochłonna (odc. 29-30),
  - Ruel (w młodości) (odc. 33),
  - głos komputera statku (odc. 49, 51)
- Jolanta Wołłejko – Nanda (odc. 28)
- Mirosława Krajewska – babcia Ruela (odc. 33)
- Grzegorz Kwiecień –
  - Riglesse (odc. 33),
  - Tendynite (odc. 36-38)
- Radosław Pazura –
  - Rycerz Sprawiedliwości (odc. 34-35),
  - doradca księcia (odc. 38)
- Dariusz Odija –
  - Anathar (odc. 34-35, 46, 49-51),
  - kat (odc. 37-38)
- Miłogost Reczek –
  - ojciec Rycerza Sprawiedliwości (odc. 35),
  - oskarżyciel (odc. 36, 38)
- Jacek Król – Rushu (odc. 35, 46, 49-52)
- Grzegorz Drojewski – Kriss Krass (odc. 36-38)
- Jarosław Boberek – Jactance (odc. 36-38)
- Piotr Bąk – Pandaniels (odc. 39)
- Zbigniew Kozłowski – Grufon (odc. 40)
- Andrzej Chudy –
  - Fil Harmonik (odc. 40),
  - Ośmiornica (odc. 45-52)
- Mieczysław Morański – Król Królik (odc. 41)
- Cezary Kwieciński –
  - Jeden z królików (odc. 41),
  - Leo Zitrool (odc. 44),
  - oberżysta (odc. 45)
- Adam Krylik – Bordegann (odc. 42)
- Małgorzata Szymańska –
  - Alia (odc. 42),
  - Shinonome (odc. 52)
- Monika Kwiatkowska – Cleophée (odc. 44-52)
- Magdalena Krylik – Elaine (odc. 45-52)
- Krzysztof Banaszyk –
  - Felinor (odc. 45),
  - Shu (odc. 48),
  - Narrator (odc. 49-52)
- Katarzyna Tatarak –
  - Syrena (odc. 47),
  - pani generał (odc. 49-52)
- Piotr Deszkiewicz – Goultard (odc. 50-52)
- Jerzy Mazur

i inni
Lektor: Paweł Bukrewicz

## Odcinki
- Serial po raz pierwszy pojawił się w Polsce na kanale ZigZap.
- Serial składa się z:
  - 52 odcinków (2 serie):
    - I seria (odcinki 01-13) – 14 lutego 2010 roku,
    - I seria (odcinki 14-26) – 8 sierpnia 2010 roku,
    - II seria (odcinki 27-39) – 3 lutego 2012 roku,
    - II seria (odcinki 40-52) – 10 lipca 2012 roku,
    - III seria (odcinki 52-65) – 2 września 2017 roku

  - 3 odcinków specjalnych:
    - Noximilien l’horloger – nieemitowany,
    - Goultard Le Barbare – nieemitowany,
    - Ogrest – La Légende – nieemitowany.

### Spis odcinków
| Premiera odcinka  | N/o | Polski tytuł                | Francuski tytuł                  |
| ----------------- | --- | --------------------------- | -------------------------------- |
|                   |     |                             |                                  |
| SERIA PIERWSZA    |     |                             |                                  |
|                   |     |                             |                                  |
| 14.02.2010        | 01  | Dziecię mgieł               | L’Enfant des brumes              |
|                   |     |                             |                                  |
| 21.02.2010        | 02  | Eliatrop Yugo               | Yugo l’Éliatrope                 |
|                   |     |                             |                                  |
| 28.02.2010        | 03  | Czarny kruk                 | Le Corbeau noir                  |
|                   |     |                             |                                  |
| 07.03.2010        | 04  | Rewia brzydoty              | Miss Moche                       |
|                   |     |                             |                                  |
| 14.03.2010        | 05  | Pięciu wspaniałych          | Les Cinq Magnifiques             |
|                   |     |                             |                                  |
| 21.03.2010        | 06  | Vampiro                     | Vampyro                          |
|                   |     |                             |                                  |
| 28.03.2010        | 07  | Jad                         | Vénéneuse                        |
|                   |     |                             |                                  |
| 04.04.2010        | 08  | Piekarz Xav                 | Xav le boulanger                 |
|                   |     |                             |                                  |
| 11.04.2010        | 09  | Sakwa Ruela                 | Le Sac de Ruel                   |
|                   |     |                             |                                  |
| 18.04.2010        | 10  | Koszmarny Boufbowl          | L’Enfer du Boufbowl              |
| 25.04.2010        | 11  | Koszmarny Boufbowl          | L’Enfer du Boufbowl              |
| 02.05.2010        | 12  | Koszmarny Boufbowl          | L’Enfer du Boufbowl              |
|                   |     |                             |                                  |
| 09.05.2010        | 13  | Cisza na morzu              | Calme bleu                       |
|                   |     |                             |                                  |
| 20.08.2010        | 14  | Wyspa Moon’a                | L’Île de Moon                    |
|                   |     |                             |                                  |
| 08.08.2010        | 15  | Adamaï                      | Adamaï                           |
|                   |     |                             |                                  |
| 15.08.2010        | 16  | Eliacube                    | L’Eliacube                       |
|                   |     |                             |                                  |
| 22.08.2010        | 17  | Wieczny Grougaloragran      | Grougaloragran l’éternel         |
|                   |     |                             |                                  |
| 26.08.2010        | 18  | Bractwo Tofu                | La Confrérie du Tofu             |
|                   |     |                             |                                  |
| 27.08.2010        | 19  | Królestwo Sadidy            | Le Royaume Sadida                |
|                   |     |                             |                                  |
| 28.08.2010        | 20  | Drzewo życia                | L’Arbre de Vie                   |
|                   |     |                             |                                  |
| 29.08.2010        | 21  | W poszukiwaniu Dofusa, Cz.1 | Igôle                            |
|                   |     |                             |                                  |
| 01.09.2010        | 22  | Rubilax                     | Rubilax                          |
|                   |     |                             |                                  |
| 03.09.2010        | 23  | W poszukiwaniu Dofusa, Cz.2 | La Quête du Dofus                |
|                   |     |                             |                                  |
| 04.09.2010        | 24  | Znowu razem                 | Retrouvailles                    |
|                   |     |                             |                                  |
| 05.09.2010        | 25  | Przechodząc do legendy      | J’entre dans la légende          |
|                   |     |                             |                                  |
| 08.09.2010        | 26  | Góra Zinith                 | Le Mont Zinith                   |
|                   |     |                             |                                  |
| ODCINKI SPECJALNE |     |                             |                                  |
|                   |     |                             |                                  |
|                   | S1  | Zegarmistrz Noximilien      | Noximilien l’horloger            |
|                   |     |                             |                                  |
|                   | S2  | Goultard Barbarzyńca        | Goultard Le Barbare              |
|                   |     |                             |                                  |
| SERIA DRUGA       |     |                             |                                  |
|                   |     |                             |                                  |
| 03.02.2012        | 27  | Potwory i chimery           | Monstres et chimères             |
|                   |     |                             |                                  |
| 03.02.2012        | 28  | Rubilaxia                   | Rubilaxia                        |
|                   |     |                             |                                  |
| 03.02.2012        | 29  | Remington Smisse            | Remington Smisse                 |
|                   |     |                             |                                  |
| 03.02.2012        | 30  | Powrót Percedala            | Le retour de Pinpin              |
|                   |     |                             |                                  |
| 03.02.2012        | 31  | Prosiako-smok               | Le Dragon Cochon                 |
|                   |     |                             |                                  |
| 03.02.2012        | 32  | Qilby                       | Qilby                            |
|                   |     |                             |                                  |
| 09.03.2012        | 33  | Zasadzka                    | Guet-apens                       |
|                   |     |                             |                                  |
| 12.03.2012        | 34  | Rycerz sprawiedliwości      | Le Chevalier Justice             |
|                   |     |                             |                                  |
| 13.03.2012        | 35  | Świat Rushu                 | Le Monde de Rushu                |
|                   |     |                             |                                  |
| 14.03.2012        | 36  | Kriss Krass                 | Kriss la Krass                   |
|                   |     |                             |                                  |
| 15.03.2012        | 37  | Zamaskowany Boufbolista     | Le Boufbowler Masqué             |
|                   |     |                             |                                  |
| 16.03.2012        | 38  | Mmmmmmmmmorpg               | Mmmmmmmmmorpg                    |
|                   |     |                             |                                  |
| 19.03.2012        | 39  | Noc spragnionych            | La Nuit des Soiffards            |
|                   |     |                             |                                  |
| 10.07.2012        | 40  | Złodziej głosów             | Le voleur de voix                |
|                   |     |                             |                                  |
| 11.07.2012        | 41  | Wyspa królików              | L’île des wabbits                |
|                   |     |                             |                                  |
| 11.07.2012        | 42  | Przeklęta sadzawka          | La fontaine maudite              |
|                   |     |                             |                                  |
| 12.07.2012        | 43  | Rada dwunastu               | Le conseil des Douze             |
|                   |     |                             |                                  |
| 12.07.2012        | 44  | Cleophée                    | Cleophée                         |
|                   |     |                             |                                  |
| 13.07.2012        | 45  | Za garść guldenów           | Pour une poignée de kamas        |
|                   |     |                             |                                  |
| 13.07.2012        | 46  | Zinit                       | Le Zinit                         |
|                   |     |                             |                                  |
| 16.07.2012        | 47  | Wyspa syren                 | L’île des Bellaphones            |
|                   |     |                             |                                  |
| 16.07.2012        | 48  | Milczenie pierścieni        | Le silence des anneaux           |
|                   |     |                             |                                  |
| 17.07.2012        | 49  | Purpurowe Pazury            | Le Griffes Pourpres              |
|                   |     |                             |                                  |
| 17.07.2012        | 50  | Phaeris Wielki              | Phaeris le Puissant              |
|                   |     |                             |                                  |
| 18.07.2012        | 51  | Biały wymiar                | La Dimension Blanche             |
|                   |     |                             |                                  |
| 18.07.2012        | 52  | Lud Eliatropa               | Le peuple Éliatrope              |
|                   |     |                             |                                  |
| ODCINEK SPECJALNY |     |                             |                                  |
|                   |     |                             |                                  |
|                   | S3  |                             | Ogrest – La Légende              |
|                   |     |                             |                                  |
| SERIA TRZECIA     |     |                             |                                  |
|                   |     |                             |                                  |
| 02.09.2017        | 53  | Bohater domu                | Tomber De Haut                   |
|                   |     |                             |                                  |
| 02.09.2017        | 54  | Córusia tatusia             | Tel Père, Telle Fille            |
|                   |     |                             |                                  |
| 02.09.2017        | 55  | Wieża Oropo                 | La Tour d’Oropo                  |
|                   |     |                             |                                  |
| 03.09.2017        | 56  | Mała dzikuska               | Pas si bête                      |
|                   |     |                             |                                  |
| 03.09.2017        | 57  | Iop płacze w ukryciu        | Les Iops se cachent pour pleurer |
|                   |     |                             |                                  |
| 09.09.2017        | 58  | Drapak                      | L’Arbre à Ecaflip                |
|                   |     |                             |                                  |
| 09.09.2017        | 59  | Tak się toczy kula          | Faut pas flipper                 |
|                   |     |                             |                                  |
| 10.09.2017        | 60  | Arpagona                    | Arpagone                         |
|                   |     |                             |                                  |
| 10.09.2017        | 61  | Dathura                     | Le Temple de Sadida              |
|                   |     |                             |                                  |
| 16.09.2017        | 62  | Gdy upadną mury             | Lorsque les murs tombent         |
|                   |     |                             |                                  |
| 16.09.2017        | 63  | Oropo                       | Oropo                            |
|                   |     |                             |                                  |
| 17.09.2017        | 64  | Hyperzaap                   | Hyperzaap                        |
|                   |     |                             |                                  |
| 17.09.2017        | 65  | Inglorium                   | Inglorium                        |
|                   |     |                             |                                  |

## DVD
We Francji zostały wydane jak dotąd 2 DVD z odcinkami serialu:
| Nazwa                          | Data wydania     | Odcinki                                                                                   |
| ------------------------------ | ---------------- | ----------------------------------------------------------------------------------------- |
| Saison 1 • Episodes 1-13       | 2 czerwca 2010   | - Odcinki 01-13 - Odcinek specjalny – Goultard Le Barbare                                 |
| Wakfu – l’intégrale • Saison 1 | 3 listopada 2010 | - Odcinki 01-26 - 1 odcinek specjalny – Noximilien l’horloger - Odcinki serialu MiniWakfu |